# Савченко, Антон Севастьянович
Анто́н Севастья́нович Са́вченко (1912—1945) — участник Великой Отечественной войны, полный кавалер Ордена Славы, командир расчёта 76-мм орудия 172-го гвардейского стрелкового полка, гвардии старшина.

## Биография
Антон Севастьянович Савченко родился в 1912 году в селе Трёхстенки (ныне Каменского района Воронежской области) в семье крестьянина. Русский. До войны окончил 4 класса и работал в колхозе. В РККА — с октября 1941 года. На фронте в Великую Отечественную войну — с января 1942 года.
Командир 76-мм орудия 172-го гвардейского стрелкового полка (57-я гвардейская стрелковая дивизия, 8-я гвардейская армия) гвардии старший сержант А. С. Савченко в боях за населённые пункты Великая Костромка и Широкое (Апостоловский район Днепропетровской области) с 17 по 29 февраля 1944 года точным огнём уничтожил со своим расчётом 2 полевых орудия, 9 пулемётных точек, 12 повозок с грузом, 2 автомашины, много вражеских солдат. 1 марта 1944 года артиллеристы под командованием А. С. Савченко преодолели вброд реку Ингулец севернее города Николаев, через минные поля выдвинулись с орудием на прямую наводку и уничтожили свыше отделения гитлеровцев. При отражении контратак противника 14 марта 1944 года расчёт метким огнём рассеял свыше взвода пехоты. 28 марта 1944 года награждён орденом Славы 3-й степени.
Гвардии старшина А. С. Савченко в боях при отражении контратак противника на Одерском плацдарме (после расширения стал именоваться Кюстринским), с 3-го на 4-е февраля 1945 года, в районе населённого пункта Херцегсхоф (8 км юго-западнее города Кюстрин — ныне Костшин-над-Одрой, Польша) остался у орудия один, метким огнём подавил 6 пулемётных точек и уничтожил свыше 10 пехотинцев. 17 марта 1945 года награждён орденом Славы 2-й степени.
16 апреля 1945 года, в боях при прорыве глубоко эшелонированной обороны противника в районе Зеловских высот (Германия), расчёт орудия под руководством гвардии старшины А. С. Савченко поразил 2 бронетранспортёра и 2 огневые точки. При штурме города Зелов (Германия) артиллеристы, находясь непосредственно в боевых порядках пехоты, прямой наводкой уничтожили дзот и 3 пулемётные точки. В уличных боях в городе Зелов орудие А. С. Савченко уничтожило не менее взвода гитлеровцев. 15 мая 1946 года награждён орденом Славы 1-й степени.
Погиб в бою 18 апреля 1945 года. Похоронен близ города Зелов (Германия).

## Награды
- Орден Славы I степени. Указ Президиума Верховного Совета СССР от 15 мая 1946 года.
- Орден Славы II степени. Приказ Военного совета 8 гвардейской армии № ? от 17 марта 1945 года.
- Орден Славы III степени. Приказ командира 57 гвардейской стрелковой дивизии № 051 от 28 марта 1944 года.
- Медаль «За отвагу». Приказ командира 172 гвардейского стрелкового полка № 024/н от 2 октября 1943 года.
- Медаль «За отвагу». Приказ командира 172 гвардейского стрелкового полка № 036/н от 10 февраля 1944 года.
- Медаль «За боевые заслуги». Приказ командира 172 гвардейского стрелкового полка № 07/н от 19 апреля 1943 года.